# عصر پاییزی
عصر پاییزی یک مجموعه تلویزیونی محصول سال ۱۳۹۲ به کارگردانی اصغر نعیمی، نویسندگی آزاده محسنی، سمانه نامدار و علی میرمیرانی و تهیه‌کنندگی جمال شیرمحمدی می‌باشد که از شبکه پخش شد. این مجموعه در ۵۰ قسمت در گروه مجموعه‌های تلویزیونی شبکه اول سیما و با مشارکت وزارت تعاون، کار و امور اجتماعی تهیه شد.

## خلاصه داستان
عطا (علی عمرانی) سی سال بعد از مرگ همسرش در شصت سالگی، دوباره ازدواج می‌کند و همسر جدیدش مهشید (نسرین مقانلو) را در خانه مادرزن سابق خود اسکان می‌دهد. در پی این اتفاق، پسر عطا (کوروش تهامی) همه ذهنیت و زندگی‌اش به هم می‌ریزد و در این وانفسا کارش را نیز بر اثر یک سوء تفاهم عجیب از دست می‌دهد. اختلافات مهشید با مامان پری، مادر همسر درگذشته عطا، ماجراهای رفیع در محل کار، اسکان تدریجی خانواده مهشید در عمارت قدیمی مامان پری و بازگشت برادر او، جمشید (علیرضا خمسه) این جمع ناهمگون را درگیر وقایعی می‌کند که پیش برنده داستان‌های غریب این عمارت است.

## بازیگران
- کوروش تهامی
- نسرین مقانلو
- علی عمرانی
- مهتاج نجومی
- امیرحسین صدیق
- بهنوش بختیاری
- سینا رازانی
- سپیده خداوردی
- رؤیا میرعلمی
- علیرضا خمسه
- رضا آحادی
- علی سلیمانی
- سعید پیردوست
- ساعد هدایتی
- رامین نعمتی
- شهرزاد عبدالمجید
- میرصلاح حسینی
- امیر حسین انصاری
- نازنین کریمی
- داریوش سلیمی
- افسانه صالحی
- شادی احدی فر
- پیمان طالبیان
- پیمان یونسی
- بیتا کاجی
- مهران رجبی
- محمد شیرمحمدی
- سیامک اشعریون
- اصغر حیدری